# 1952年オスロオリンピックのハンガリー選手団
1952年オスロオリンピックのハンガリー選手団（1952ねんオスロオリンピックのハンガリーせんしゅだん）は、1952年2月14日から2月25日までノルウェーのオスロで開催された1952年オスロオリンピックのハンガリー選手団、およびその競技結果。

## 概要
今大会は銅メダル1個を獲得した。
フィギュアスケートのペアでナジ・マリアンナ＆ナジ・ラースロー組が銅メダルを獲得した。

## メダル
| メダル | 選手名                            | 競技               | 種目 |
| ------ | --------------------------------- | ------------------ | ---- |
| 銅     | ナジ・マリアンナ ナジ・ラースロー | フィギュアスケート | ペア |